# Eisenerz
Eisenerz é uma cidade da Áustria, situada no distrito de Leoben, na estado da Estíria. Tem 124,46 km² de área e sua população em 2016 foi estimada em 3.903 habitantes.